# Andrés García (La Isla)
Andrés García (La Isla) es un ejido del municipio de Paraíso ubicado en la subregión de la Chontalpa del estado mexicano de Tabasco.

## Geografía
La localidad se ubica a 8.1 kilómetros (en dirección sudeste) de la localidad de Paraíso, la cabecera y lugar más poblado del municipio. Se sitúa en las coordenadas geográficas 18°25′53″N 93°08′44″O / 18.431389, -93.145556, a una elevación de 0 metros sobre el nivel del mar.

## Demografía
Según el Conteo de Población y Vivienda 2020, efectuado por el Instituto Nacional de Estadística y Geografía, la localidad de Andrés García (La Isla) tiene 319 habitantes, de los cuales 156 son del sexo masculino y 163 del sexo femenino. Su tasa de fecundidad es de 2.36 hijos por mujer y tiene 83 viviendas particulares habitadas.
| Gráfica de evolución demográfica de Andrés García (La Isla) entre 1980 y 2020 |
|                                                                               |
| INEGI.                                                                        |